# Hopea nigra
Hopea nigra är en tvåhjärtbladig växtart som beskrevs av William Burck. Hopea nigra ingår i släktet Hopea och familjen Dipterocarpaceae. Inga underarter finns listade i Catalogue of Life.